# Pentachaeta
 Pentachaeta   Nutt., 1840 è un genere di piante angiosperme dicotiledoni della famiglia delle Asteraceae, sottofamiglia Asteroideae, tribù Astereae (North American lineage) e sottotribù Pentachaetinae.

## Etimologia
Il nome del genere deriva da due parole greche: "penta" (= cinque) e "chaeta" (= setole, criniera o cresta di fogliame) e fa riferimento alle cinque setole del pappo della specie Pentachaeta aurea.
Il nome scientifico del genere è stato definito dal botanico Thomas Nuttall (1786-1859) nella pubblicazione " Transactions of the American Philosophical Society Held at Philadelphia for Promoting useful Knowledge. Philadelphia" (Trans. Amer. Philos. Soc. ser. 2, 7: 336) del 1840.

## Descrizione

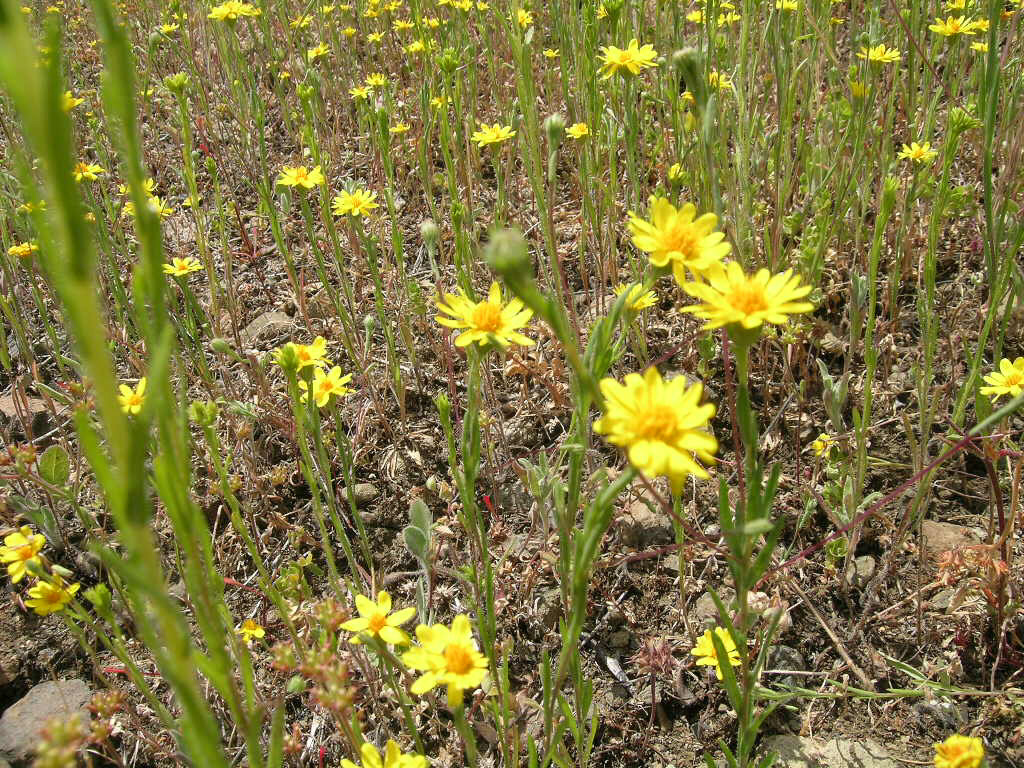
Il portamento
Pentachaeta lyonii

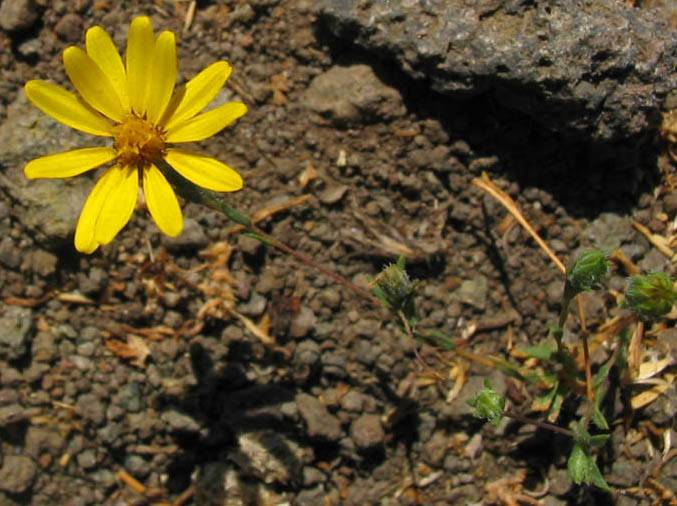
Infiorescenza
Pentachaeta lyonii

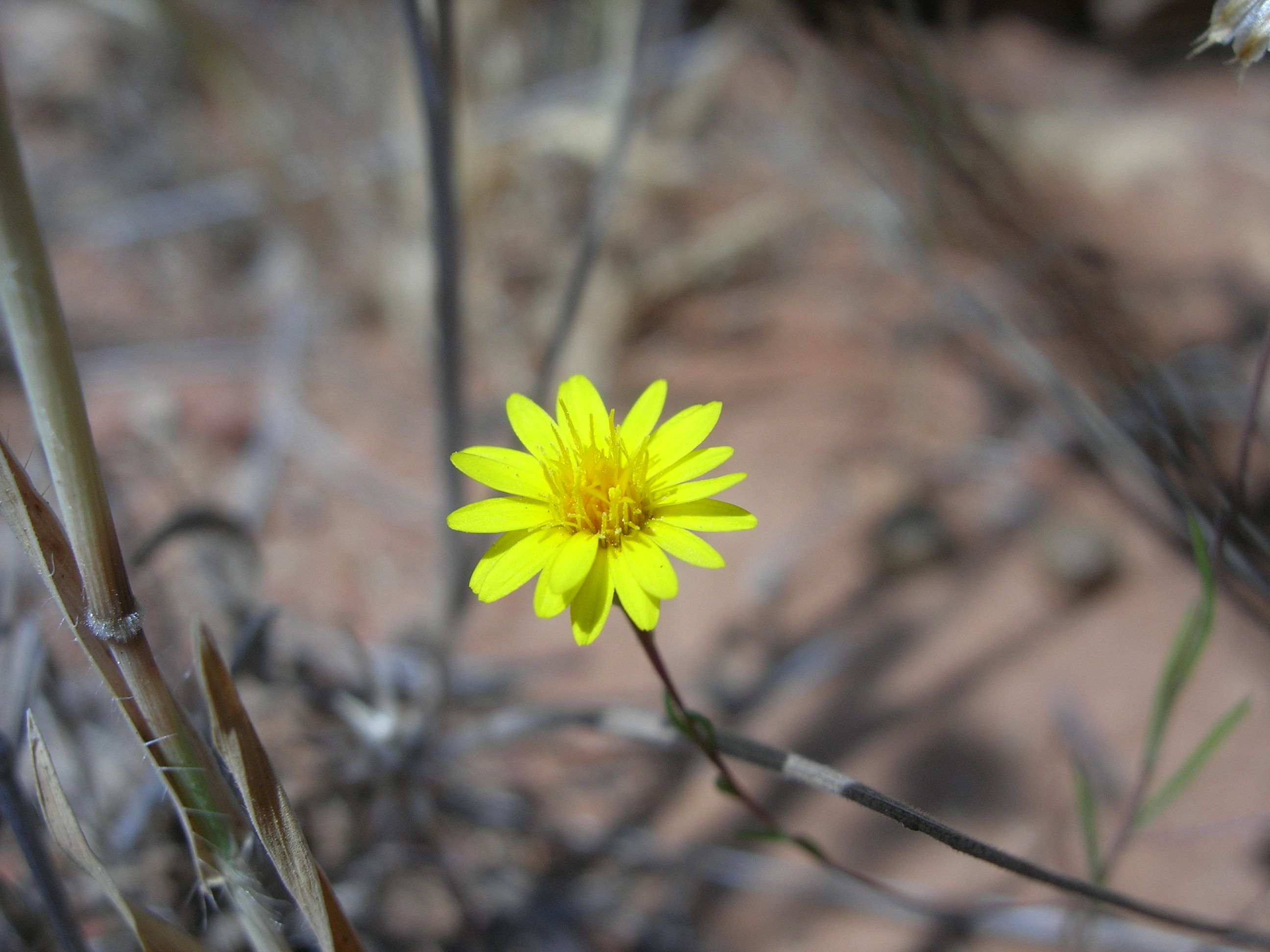
I fiori
Pentachaeta aurea

Portamento. Le specie di questo genere hanno un habitus di tipo erbaceo annuale.
Fusto. La parte aerea varia da eretta a ascendente, semplice o ramosa (in basso). La superficie varia da glabre o da scarsamente villosa a tomentosa. La parte sotterranea è un fittone. Altezza media: 2 - 48 cm.
Foglie. Sono presenti sia foglie basali che cauline. Le foglie lungo il fusto sono disposte in modo alternato e sessile; la lamina è intera e filiforme (da lineare a strettamente oblanceolata). I margini sono cigliati. Le facce sono da glabre a scarsamente pelose.
Infiorescenza. Le sinflorescenze sono scapose (capolini solitari). Le infiorescenze vere e proprie sono composte da un capolino terminale peduncolato di tipo radiato o disciforme o discoide. I capolini sono formati da un involucro, con forme da campanulate a turbinate, composto da diverse brattee, al cui interno un ricettacolo fa da base ai fiori di due tipi: fiori del raggio e fiori del disco. Le brattee, piatte, con forme da ellittiche a obovate o strettamente lanceolate, con margini ialini e a consistenza erbacea, sono disposte in modo più o meno embricato e scalato su 2 - 5 serie. Il ricettacolo, leggermente bucherellato, in genere è nudo ossia senza pagliette a protezione della base dei fiori; la forma è piano-convessa. Dimensione degli involucri: 3 - 7 x 2 - 8 mm.
Fiori.  I fiori sono tetra-ciclici (formati cioè da 4 verticilli: calice – corolla – androceo – gineceo) e pentameri (calice e corolla formati da 5 elementi). Si distinguono in:
- fiori del raggio (esterni): da 1 a 70 per capolino, sono femminili e sono disposti su una sola serie; la forma è ligulata (zigomorfa); a volte le ligule non sono di tipo radiato;
- fiori del disco (centrali): sono più numerosi (da 3 a 91) con forme brevemente tubulose (attinomorfe); sono ermafroditi.

- Formula fiorale:

*/x K {\displaystyle \infty }, [C (5), A (5)], G 2 (infero), achenio
- Calice: i sepali del calice sono ridotti ad una coroncina di squame.

- Corolla:

- fiori del raggio: la forma della corolla alla base è più o meno tubulosa, mentre all'apice è ligulata e contorta; la ligula può terminare con alcuni denti; il colore è giallo, bianco o rosso;
- fiori del disco: la forma è tubulare-imbutiforme bruscamente divaricata in 3 o 5 lobi poco profondi, pelosi o sfrangiati; i lobi, eretti, hanno una forma triangolare; il colore è giallo o giallo-forte.

- Androceo: l'androceo è formato da 5 stami sorretti da filamenti generalmente liberi; gli stami sono connati e formano un manicotto circondante lo stilo; le teche (produttrici del polline) alla base sono troncate e sono lievemente auricolate (molto raramente sono speronate o hanno una coda); le appendici apicali delle antere hanno delle forme piatte e lanceolate; il tessuto endoteciale (rivestimento interno dell'antera) è quasi sempre polarizzato (con due superfici distinte: una verso l'esterno e una verso l'interno). Il polline è sferico con un diametro medio di circa 25 micron;  è tricolporato (con tre aperture sia di tipo a fessura che tipo isodiametrica o poro) ed è echinato (con punte sporgenti).[10][12]

- Gineceo: l'ovario è infero uniloculare formato da 2 carpelli.[6] Lo stilo (il recettore del polline) è profondamente bifido (con due stigmi divergenti) e con le linee stigmatiche marginali separate e lunghe.[13] I due bracci dello stilo hanno una forma lineare e possono essere papillosi o ricoperti da ciuffi di peli.

Frutti. I frutti sono degli acheni con pappo; 
- achenio:  gli acheni sono affusolati ma compressi lateralmente, con un profilo strettamente oblanceolato e 3 - 5 coste; la superficie è strigosa;
- pappo: il pappo è formato da diverse (da 3 a 20) setole disposte su una serie; non sono a forma di ancora. Le setole spesso sono persistenti e presenti in multipli di 5; a volte sono dilatate alla base e parzialmente connate, altre volte sono barbate.

## Biologia
Impollinazione: l'impollinazione avviene tramite insetti (impollinazione entomogama tramite farfalle diurne e notturne).

Riproduzione: la fecondazione avviene fondamentalmente tramite l'impollinazione dei fiori (vedi sopra).

Dispersione: i semi (gli acheni) cadendo a terra sono successivamente dispersi soprattutto da insetti tipo formiche (disseminazione mirmecoria). In questo tipo di piante avviene anche un altro tipo di dispersione: zoocoria. Infatti gli uncini delle brattee dell'involucro (se presenti) si agganciano ai peli degli animali di passaggio disperdendo così anche su lunghe distanze i semi della pianta. Inoltre per merito del pappo il vento può trasportare i semi anche a distanza di alcuni chilometri (disseminazione anemocora).

## Distribuzione e habitat
Le specie di questo genere sono distribuite in California e Messico nord-occidentale.

## Sistematica
La famiglia di appartenenza di questa voce (Asteraceae o Compositae, nomen conservandum) probabilmente originaria del Sud America, è la più numerosa del mondo vegetale, comprende oltre 23.000 specie distribuite su 1.535 generi, oppure 22.750 specie e 1.530 generi secondo altre fonti (una delle checklist più aggiornata elenca fino a 1.679 generi). La famiglia attualmente (2021) è divisa in 16 sottofamiglie; la sottofamiglia Asteroideae è una di queste e rappresenta l'evoluzione più recente di tutta la famiglia.

### Filogenesi
La tribù Astereae (una delle 21 tribù della sottofamiglia Asteroideae) comprende circa 40 sottotribù. In base alle ultime ricerche nella tribù sono stati individuati (provvisoriamente) 5 principali lignaggi:
- Basal grade: include alcuni generi isolati, il gruppo "South American-Oceania",  alcune sottotribù africane e il gruppo dei generi legnosi del Madagascar.
- Bellis lineage: comprende le sottotribù eurasiatiche e una sottotribù africana.
- Aster lineage: include i generi asiatici di Asterinae e i principali gruppi dell'Australia e dell'Oceania.
- Baccharis lineage: include alcuni gruppi sudamericani.
- North American lineage: include la vasta gamma di sottotribù del Nordamerica, Messico e alcuni gruppi distribuiti nel Sudamerica.

Il genere  Pentachaeta  (insieme alla sottotribù Pentachaetinae) è incluso nel lignaggio "North American lineage". La sottotribù è suddivisa in due gruppi: "Pentachaeta group" e "Ericameria group". Il genere di questa voce appartiene al "Pentachaeta group" ed è, da un punto di vista filogenetico, in posizione "basale" rispetto al gruppo.
I caratteri distintivi del genere sono:
- il ricettacolo è privo di pagliette a protezione della base dei fiori;
- gli acheni sono privi di becco;
- il pappo è formato da setole.

Il numero cromosomico delle specie di questo genere è: 2n = 18.

### Elenco delle specie
Questo genere ha 6 specie:
- Pentachaeta alsinoides Greene
- Pentachaeta aurea  Nutt.
- Pentachaeta bellidiflora  Greene
- Pentachaeta exilis  A.Gray
- Pentachaeta fragilis  Brandegee
- Pentachaeta lyonii  A.Gray

### Sinonimi
Sono elencati alcuni sinonimi per questa entità:
- Aphantochaeta A.Gray